# 강태국
강태국(姜泰國, TaeKuk Kang, 1904년 6월 10일 - 1998년 7월 25일)은 대한민국의 교육가이자 신학자, 목회자였다. 1952년 한국성서대학교를 설립하
였고 농촌복음화를 위하여 복음농노원과 복음농민전수학교를 설립하였다. 미국의 웨스트민스터 신학교와 밥존스 대학교에서 학위를 받았으며 현재 차남은 한국성서대학교 총장 강우정박사이다. 장남은 강희정 구약학자였고 딸은 강혜정 한의사이며, 사위는 조직신학자 김호식박사이다. 호는 일립(一粒 )이다.

## 학력
- 숭실전문학교 졸업
- 일본 고베[神戶] 중앙신학교
- 미국 웨스트민스터신학교(Westminster Theological Seminary)
- 훼이스신학교(Faith Theological Seminary)
- 콜럼비아 신학교(Columbia Theological Seminary) Th.M.
- 밥존스대학교(BobJones University Press) Ph.D.

## 생애와 활동
1904년 6월 10일 제주도 제주시에서 출생하였다. 1919년 모슬포교회에 출석하면서 기독교인이 되었다. 광주 숭일학교를 졸업하고, 숭실중학과 숭실전문학교를 졸업하였다. 1936년 일본 고베[神戶]에 있는 중앙신학교를 마치고 귀국하여 활동하던 중 신사참배 문제로 8개월 간 옥살이를 하였다. 이후 봉천노회에서 안수를 받고 개원장로교회를 맡아 담임하였다. 1947년에는 미국 유학길에 올라 웨스트민스터신학교(Westminster Theological Seminary), 훼이스신학교(Faith Theological Seminary), 콜럼비아신학교(Columbia Theological Seminary)에서 공부하고 밥존스대학교(BobJones University Press)에서 ‘The Study of the Biblical of the Old Testamen' 제목으로 박사학위를 받고 귀국하였다. 이후 1998년 세상을 떠날 때까지 평생을 목회자이자 교육자로 활동하였다. 미국에서 유학을 마치고 귀국한 직후 1951년부터 1955년까지 서울 새문안교회의 초빙으로 담임목사로 부임하였으나, 한국장로회 분열사건으로 사임하고 1956년 한국성서학교에서 초교파 독립교회인 중앙성서교회를 개척하였다. 한국성서학교는 1952년 새문안교회 지하에서 시작되어 종로구 삼청동으로 이전했으며, 현재는 노원구 상계동에 위치한 한국성서대학교로 이어지고 있다. 동시에 농촌복음화의 일환으로 농지를 구입하여 복음농도원과 복음농민전수학교를 설립하였다. 이 두 기관은 1965년 폐교되었다.저술활동도 활발히 하여 1968년에서 1978년까지 성서교재간행사에서 발간된 『매일의 묵상: 성서 강해』 12권을 집필하여 박윤선, 이상근, 김응조 등과 더불어 한국인으로 성서 전체를 주석하는 방대한 작업을 완성하였다. 그는 교파중심주의에 빠지는 위험성을 경고하고, 교권과 투쟁하는 삶을 지속하였으며, 이를 실천하기 위해 초교파 독립교회를 중심으로 활동하였다.
4남 2녀 중 아들인 강우정 박사는 “강태국 박사가 한국성서대학을 세운 목적은 한국과 세계의 복음화를 이룰 하나님의 일꾼을 양성하기 위한 것이었다”며 “대학은 이 설립 취지로 다시 돌아가 설립자가 세운 한국성서선교회(이사장 정도량 목사)를 비롯한 모든 성서인 동지들과 힘을 합하여 한국과 세계복음화를 최선을 다해야 할 것”이라고 말했다.

## 강태국의 교회론
그리스도가 교회의 머리(설립자)
교회의 기원 – 타락후 창 3:21, 짐승희생 가족의복이 예수 상징이며 그림자
예수의 피를 통한 구원이 시작되었다.
교회는 계승되었다. 
노아방주는 심판면하고 구원을 주는 교회의 모형
창 22장 이삭희생- 교회의 참된 예배자의 모습
신약교회는 마가 다락방에서 새 언약에서 시작됨
예루살렘 교회(성령으로 시작), 안디옥 교회(선교시작, 이방인인 중심의  교회), 세계교회로 확장
교회의 필요성 – Calvin’s View of the Church as Extention of the Suffering of Christ(Tae Kook Kang. Th.M. Columbia Theo. Sem. 1950)의 내용에서 양육과 지 원이  필요하고, 연약한 성도를 보살피기 위하여 필요하다.
교회의 정의 – 그리스도의 몸, 신자의 어머니, 성도의 교통, 그리스도의 고난의 연장선상으로 서의 교회(사탄의 박해아래있지만 그리스도의 십자의 죽음으로 교회를 보존하신다.  Calvin’s View of Churc,  135-36)
교회의 속성 – 거룩성, 일치성, 
교회의 표지 – 말씀의 올바른 선포, 바른 성례시행
강태국의 교회론 특징:
성서 중심의 교회, 복음전파의 교회, 초교파적 독립 교회관, 그리스도의 고난에 동참 하는 교회(자신부인, 주인이 하나님 -칼빈 강요 3:7.1 재인용)

## 참고문헌
- 박태수, 일립 강태국의 생애와 신학사상 ( CLC, 2022)
- 박태수, 일립 강태국 박사의 생애와 신학, 한국교회를 빛낸 칼빈주의자들, 안명준 외 (킹덤북스, 2020)
- 박태수, 일립 강태국 박사의 기도, 영적거장들의 기도, 안명준 편집 (홀리북클럽, 2021)
- 박성환, 일빕 강태국의 설교, 안명준 편집 (홀리북클럽, 2023)
- 『일립 강태국 박사 미수기념 논문집』(논문집편찬위원회, 성광문화사, 1992)
- 『나의 증언』(강태국, 성광문화사, 1988)
- 『매일의 묵상: 성서 강해』(강태국, 성서교재간행사, 1968~1978)
- 이호우, "일립 강태국(1904∼1998) 박사의 생애와 사상", 『역사신학 논총』제3집, 2001)

## 같이 보기
- 강우정
- 김호식
- 박태수
- 한국의 신학자 목록
- 한국의 목회자 목록